# Onthophagus komareki
Onthophagus komareki là một loài bọ cánh cứng trong họ Bọ hung (Scarabaeidae).